# ルーズベルト駅
ルーズベルト駅（ルーズベルトえき、英語 : Fernando Poe Jr. LRT Station, 以前は Roosevelt Station）は、ケソン市の中心地区の一つであるBarangay Ramon Magsaysay(Bago Bantay)地区にあるマニラ・ライトレール・トランジット・システム(Manila LRT)LRT-1線（グリーンライン）の駅であり、エドゥサ(EDSA)とルーズベルト通りの交差点付近にある。

## 駅構造
相対式ホーム2面2線を有する高架駅である。

## 駅周辺
- Waltermart North EDSA Mall
- Jackman Plaza Emporium Muñoz
- Muñoz Market
- Iglesia Ni Cristo Bago Bantay
- Congressional Arcade Building
- S&R Congressional
- AMA Computer University
- Quezon City General Hospital

## ギャラリー

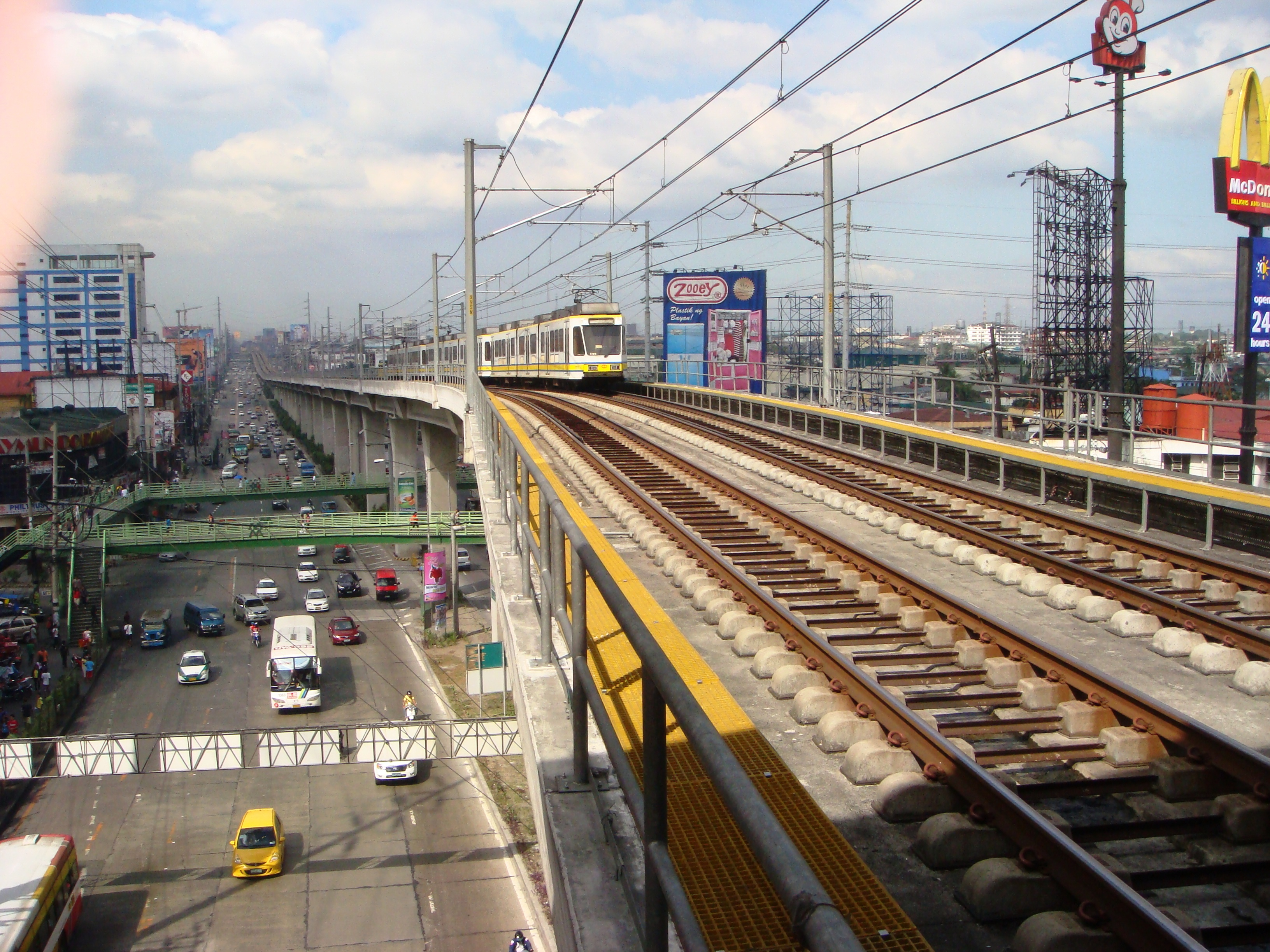
Overview of the Track from the Station
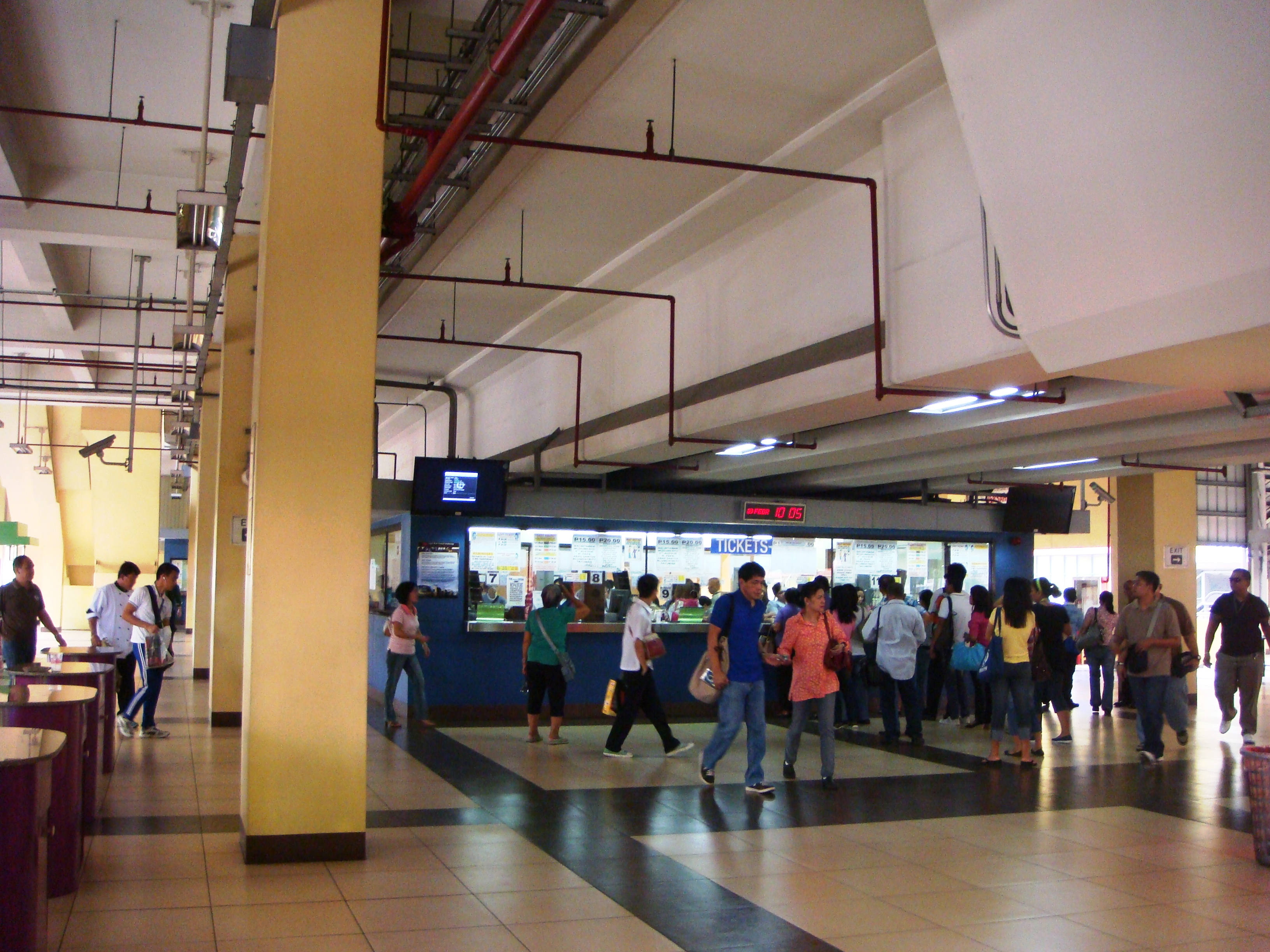
駅の乗車券類発売所
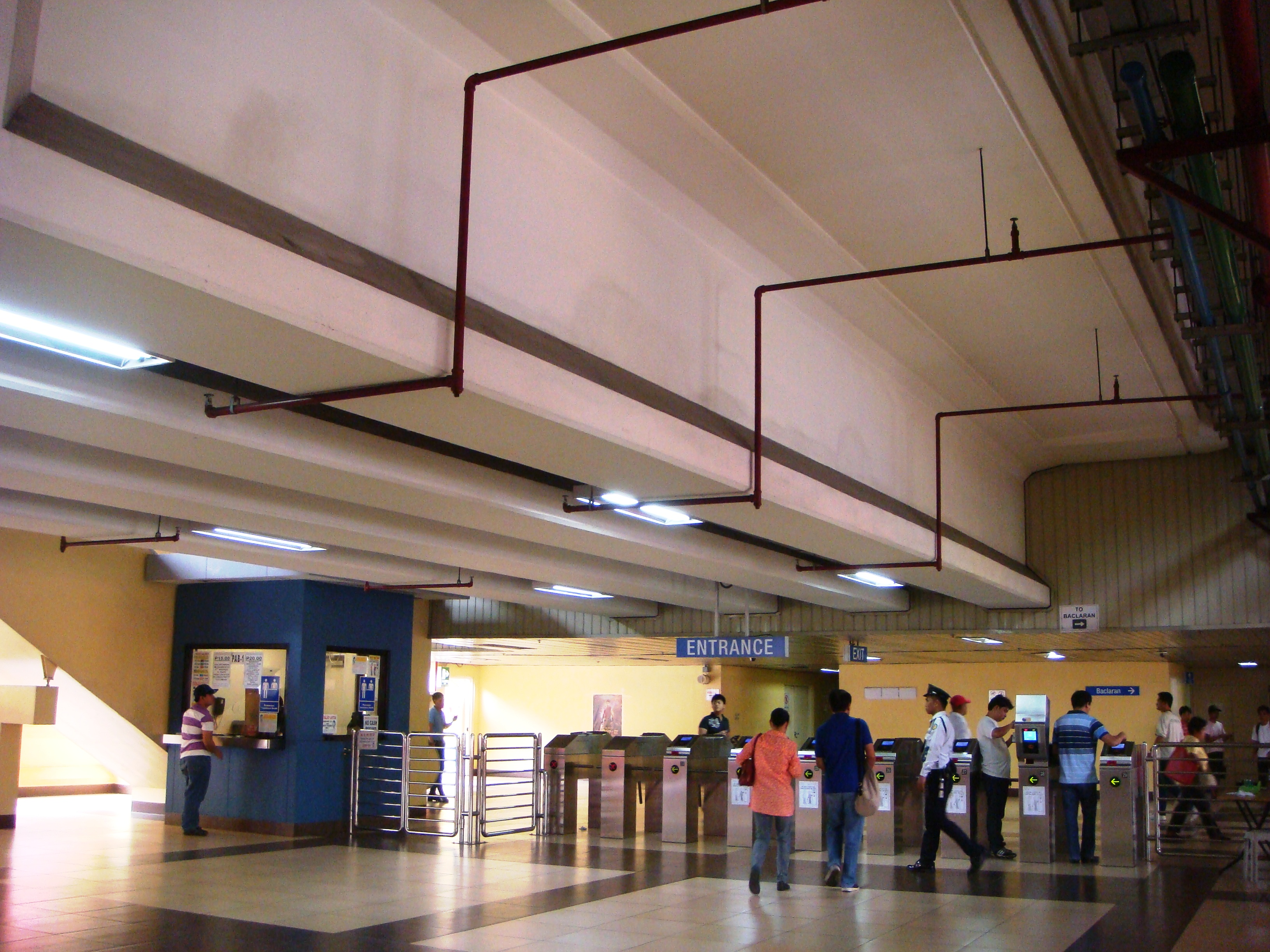
旅客の出札